# زواج صوري
الزواج الصوري أو زواج المصلحة  هو نوع من أنواع الزواج حيث يكون تعاقد بين شخصين لأسباب أخرى غير العلاقة أو العائلة أو الحب. ويتم تنظيم مثل هذا الزواج لتحقيق مكسب شخصي أو نوع آخر من الأهداف الاستراتيجية، مثل الزواج السياسي أو لمصالح مادية أو التحايل على قوانين الهجرة،  في الحالات التي يكون هدفه الاحتيال يطلق عليه اسم «الزواج الزائف».